# 오히라촌 (시즈오카현)
오히라촌(大平村)은 시즈오카현 슨토군에 있던 촌이다. 현재의 누마즈시에 해당한다.

## 역사
- 1889년 4월 1일 - 정촌제 시행에 의해 슨토군 오히라촌이 성립하였다.
- 1955년 4월 1일 - 아시타카촌, 우치우라촌, 니시우라촌과 함께 누마즈시에 편입해 소멸하였다.

## 참고문헌
- 『市町村名変遷辞典』東京堂出版、1990年。